# Michał Olejniczak
Michał Olejniczak, född 31 januari 2001, är en polsk handbollsspelare. Han är högerhänt och spelar som mittnia.